# Bracon curticornis
Bracon curticornis är en stekelart som först beskrevs av Charles Thomas Brues 1924.  Bracon curticornis ingår i släktet Bracon och familjen bracksteklar. Inga underarter finns listade.